# کرایویتسه
کرایویتسه (به لهستانی:  Krajewice) یک روستا در لهستان است که در گمینا گوستنگ واقع شده‌است.
 کرایویتسه  ۴۰۰ نفر جمعیت دارد.